# Vrnjačka Banja
Vrnjačka Banja (cyr. Врњачка Бања) – miasto w Serbii, w okręgu raskim, siedziba gminy Vrnjačka Banja. W 2011 roku liczyło 10 065 mieszkańców.

## Charakterystyka
Leży 200 km na południe od Belgradu, w dolinie Morawy Zachodniej. Jest największym i najbardziej znanym uzdrowiskiem w Serbii. Znajduje się tam 7 źródeł mineralnych. Okolice Vrnjačkiej Banji stanowią masywy górskie: Kopaonik (2017 m), Željin (1785 m), Stolovi (1376 m) i Goč (1216 m). Średnia temperatura roczna wynosi 10,5 °C.

## Kalendarium
- 1833 – terytoria na której się znajduje Vrnjačka Banja stały się częścią Serbii.
- 1834 – zakończono budowę cerkwi Świętej Marii.
- 1835 – Zygmunt August Wolfgang wykonał pierwszą analizę ciepłej wody mineralnej we Vrnjačkiej Banji.
- lipiec 1869 – oficjalnie otwarto pierwszy sezon turystyczny we Vrnjačkiej Banji.
- 1875 – serbski chemik Sima Lozanić wykonał pierwszą całkowitą analizę wody mineralnej.
- 1892 – serbski generał Jovan Belimarković zbudował pierwszy wodociąg we Vrnjačkiej Banji.
- 1905 – rozpoczęto produkcję energii elektrycznej przy pomocy silnika parowego.
- 1910 – pierwszy pociąg wjechał na stację kolejową we Vrnjačkiej Banji.
- 9 listopada 1915 – wojska austro-węgierskie wkroczyły do miasta.
- 19 października 1918 – wojska austro-węgierskie opuściły Vrnjačką Banję.
- 1929 – zbudowano nowoczesną elektrownię.
- 14 października 1944 – wojska niemieckie opuściły Vrnjačką Banję.

## Sport
W mieście, w lipcu 2001 roku powstała szkoła sportowa piłki nożnej FC Volley, kształcąca uczniów w wieku od 7 do 14 lat.
Corocznie rozgrywane są tutaj międzynarodowe turnieje tenisowe rangi ITF, pod nazwą Vrnjacka Banja Open.